# Juan Peralta
Pour les articles homonymes, voir Peralta.
Peralta  Gascon est un nom espagnol. Le premier nom de famille, en général paternel, est Peralta ; le second, en général maternel, souvent omis, est Gascon.
Juan Peralta Gascon, né le 17 mai 1990 à Pampelune, est un coureur cycliste espagnol. Coureur évoluant sur piste, il a participé aux Jeux olympiques d'été de 2012 à Londres en prenant la 10e place de l'épreuve du keirin.

## Biographie
Né à Pampelune, mais originaire de Figarol, en Navarre, Juan Peralta se distingue par sa grande taille de 1,94 mètres, inhabituelle chez les pistards. Il se spécialise dans les épreuves de sprint sur piste. En 2008, il médaillé de bronze du keirin aux championnats d'Europe juniors (17/18 ans).
En 2011, il devient devenu triple champion d'Espagne chez les espoirs (moins de 23 ans), sur le kilomètre, le keirin et la vitesse individuelle. L'année suivante, il est médaillé de bronze de la vitesse espoirs aux championnats d'Europe. Entre 2012 et 2021, il remporte 16 titres nationaux.
Peralta participe au keirin des Jeux olympiques de 2012 à Londres, où il termine dixième. En 2016, il se classe dix-neuvième de la vitesse individuelle aux Jeux olympiques de Rio de Janeiro. Il compte treize participations aux championnats du monde et dix participations aux championnats d'Europe, où il obtient des quatrièmes places en keirin et en vitesse par équipes en 2020. Il a également décroché deux médailles de bronze en vitesse à la Coupe du monde d'Aguascalientes 2013 et en keirin aux Coupes du monde d'Apeldorn 2016 et de Manchester 2017.
À l'été 2022, Peralta a reçu un diagnostic de tumeur au cerveau, qui s'est avérée bénigne après une intervention chirurgicale. Il a ensuite souffert de limitations physiques pendant des mois. Il arrête sa carrière en 2023.
Il devient ensuite entraîneur au sein de la Fédération de Navarre de cyclisme. En février 2025, il est nommé entraîneur national de la piste espagnole.

## Palmarès

### Jeux olympiques
- Londres 2012
  - 10e du keirin
- Rio 2016
  - 19e de la vitesse individuelle

### Championnats du monde
- Pruszków 2009
  - 26e du kilomètre
- Apeldoorn 2011
  - 13e de la vitesse par équipes
  - 25e du keirin
  - 25e de la vitesse individuelle
- Melbourne 2012
  - 13e du kilomètre
  - 17e de la vitesse individuelle
- Minsk 2013
  - 10e de la vitesse individuelle
  - 11e de la vitesse par équipes
  - 21e du keirin
- Cali 2014
  - 9e de la vitesse par équipes
  - 11e de la vitesse individuelle
- Saint-Quentin-en-Yvelines 2015
  - 14e de la vitesse par équipes
  - 17e de la vitesse individuelle[4]
- Londres 2016
  - 13e de la vitesse par équipes
  - 27e de la vitesse individuelle[5]
- Hong Kong 2017
  - 10e de la vitesse par équipes[6]
  - 25e de la vitesse individuelle (éliminé en seizième de finale)[7]
- Apeldoorn 2018
  - 10e de la vitesse par équipes[8]
  - 11e du keirin[9]
  - 30e de la vitesse individuelle (éliminé au tour qualificatif)[10]
- Pruszków 2019
  - 13e de la vitesse par équipes[11]
  - 23e du keirin (éliminé au premier tour)[12]
  - 26e de la vitesse (éliminé en seizième de finale)[13]

### Coupe du monde
- 2012-2013
  - 3e de la vitesse à Aguascalientes
- 2016-2017
  - 3e du keirin à Apeldoorn
- 2017-2018
  - 3e du keirin à Manchester

### Coupe des nations
- 2021
  - 2e de la vitesse par équipes à Hong Kong
  - 3e du kilomètre à Hong Kong

### Championnats d'Europe
- Pruszków 2008
  -  Médaillé de bronze du keirin juniors
- Anadia 2012
  -  Médaillé de bronze de la vitesse espoirs

### Championnats nationaux
| - 2008 - Champion d'Espagne du kilomètre juniors - Champion d'Espagne du keirin juniors - 2e du championnat d'Espagne de vitesse individuelle juniors - 2009 - 2e du championnat d'Espagne de vitesse individuelle espoirs - 2e du championnat d'Espagne du keirin espoirs - 3e du championnat d'Espagne du kilomètre espoirs - 2010 - Champion d'Espagne de vitesse individuelle espoirs - 2e du championnat d'Espagne de vitesse par équipes - 2011 - Champion d'Espagne du kilomètre espoirs - Champion d'Espagne du keirin espoirs - Champion d'Espagne de vitesse individuelle espoirs - 2e du championnat d'Espagne de vitesse par équipes - 2012 - Champion d'Espagne de vitesse par équipes - 2013 - Champion d'Espagne du keirin - Champion d'Espagne de vitesse individuelle - Champion d'Espagne de vitesse par équipes - 2014 - Champion d'Espagne de vitesse individuelle - Champion d'Espagne de vitesse par équipes - 2015 - Champion d'Espagne de vitesse individuelle - Champion d'Espagne de vitesse par équipes | - 2016 - Champion d'Espagne du keirin - Champion d'Espagne de vitesse individuelle - 3e du championnat d'Espagne de vitesse par équipes - 2017 - Champion d'Espagne de vitesse individuelle - Champion d'Espagne de vitesse par équipes - 2e du championnat d'Espagne du kilomètre - 2018 - Champion d'Espagne du keirin - Champion d'Espagne de vitesse individuelle - 2019 - 2e du championnat d'Espagne de vitesse individuelle - 2e du championnat d'Espagne du kilomètre - 2020 - 2e du championnat d'Espagne du kilomètre - 2e du championnat d'Espagne du keirin - 2020 - Champion d'Espagne de vitesse individuelle - 2021 - Champion d'Espagne du keirin - Champion d'Espagne de vitesse individuelle - 3e du championnat d'Espagne du kilomètre |